# Михаил Анагностакос
Михаил или Михалис Анагностакос (на гръцки: Μιχαήλ, Μιχάλης Αναγνωστάκος), известен като капитан Матапас (на гръцки: Καπετάν Ματαπάς), е гръцки офицер и деец на гръцката въоръжена пропаганда в Македония.

## Биография
Михаил Анагностакос е роден през в село Хария, област Мани, Пелопонес, Гърция. Достига чин старши лейтенант от артилерията в гръцката армия, а от 1905 година ръководи андартска чета срещу ВМОРО в областта Влахомъглен, Македония. До началото на 1906 година се укрива в манастира в Ошин, където става игумен, а след това се премества в региона на Ениджевардарското езеро, където е втори по старшинство в района първо след Георгиос Макропулос, а след това от Панайотис Пападзанетеас. На 5 юни 1906 година нападат Аларе, но са отблъснати, а Михаил Анагностакос преустановява дейността си в езерото.
Михаил Анагностакос се разболява в блатото и се прехвърля в района на Олимп и Катеринско през 1907 година, където се противопоставя на румънската пропаганда в Македония и си сътрудничи с гръцкия митрополит Партений Вардакас. По-късно същата година се изтегля от Македония и е заместен от Георгиос Франгакос.
През Балканската война в 1912 година Анагностакос ръководи доброволчески разузнавателен отряд и заедно с Александрос Занас подпомага превземането на Катерини. Убит е на 9 юли 1913 година в битката край Лахна в Междусъюзническата война.